# Кронквист, Клас
Клас Кронквист (швед. Claes Cronqvist; род. 15 октября 1944, Ландскруна, Мальмёхус) — шведский футболист, нападающий.

## Карьера

### Клубная карьера
Во взрослом футболе дебютировал в 1962 году в клубе «Ландскруна», за который выступал на протяжении трёх сезонов.
В 1966 году перешёл в «Юргоден», с которым в том же году завоевал титул чемпиона Швеции. В 1971 году вернулся в «Ландскруну», где в 1972 году выиграл кубок Швеции. Завершил карьеру футболиста в 1980 году.

### Карьера в сборной
В 1970 году дебютировал в официальных матчах в составе национальной сборной Швеции. В составе сборной выступал на чемпионатах мира 1970 и 1974 годов.
Всего в составе сборной принял участие в 16 матчах, не забив ни одного гола.

### Тренерская карьера
В 1983 году возглавил тренерский штаб родного клуба «Ландскруна» и занимал эту должность до 1985 года. В дальнейшем тренировал клубы низших дивизионов.
В 2015 году имя Кронквиста появилось на Аллее славы Ландскруны.

## Достижения
«Юргоден»
- Чемпион Швеции: 1966[3]

«Ландскруна»
- Обладатель Кубка Швеции: 1972